# Рудольф Дізель
Рудольф Крістіан Карл Дізель (нім. Rudolf Christian Karl Diesel, Німецька: [ˈdiːzl̩] (слухатиⓘ); 18 березня 1858 — 29 вересня 1913) — німецький винахідник, інженер-механік, відомий винаходом дизельного двигуна та підозрілою смертю у морі.

## Ранні роки життя та освіта
Дізель народився в Парижі у Франції в 1858 р. і був другим із трьох дітей Елізи (уродженої Штробель) і Теодора Дізеля. Його батьки були баварськими іммігрантами, які проживали в Парижі. Теодор Дізель, палітурник, залишив рідне місто Аугсбург у Баварії в 1848 році. Свою дружину, дочку нюрнберзького купця, він зустрів у Парижі в 1855 році і став там виробником шкіряних виробів.
Через кілька тижнів після народження малого Рудольфа Дізеля віддали до сім'ї фермерів з Венсенна, де він провів свої перші дев'ять місяців. Коли його повернули родині, вони переїхали в іншу квартиру. У той час сім'я Дізелів страждала від фінансових труднощів, тому молодому Рудольфу довелося працювати в майстерні свого батька та доставляти шкіряні вироби покупцям за допомогою тачки. Він відвідував французьку школу протестантів і незабаром зацікавився соціальними питаннями та технологіями. Будучи дуже хорошим учнем, 12-річний Дізель отримав бронзову медаль Société pour l'Instruction Elémentaire і мав плани вступити до Ecole Primaire Supérieure в 1870 році.
На початку франко-прусської війни того ж року його сім'я була змушена виїхати з Франції, як і багато інших німців. Вони оселилися в Лондоні, де Дізель відвідував англійську школу. Однак перед закінченням війни мати Дізеля відправила 12-річного Рудольфа до Аугсбурга до тітки з дядьком, Барбари та Крістофа Барнікелів, аби той вільно володів німецькою мовою та відвідував Королівський професійний коледж, де його дядько викладав математику.
У віці 14 років Дізель написав листа батькам, в якому говорив, що хоче стати інженером. Закінчивши базову освіту одним з найкращих учнів свого класу в 1873 році, він вступив до нещодавно заснованої Промислової школи в Аугсбурзі. Через два роки він отримав запрошення від Королівського Баварського політехнічного університету в Мюнхені, яке прийняв всупереч бажанням своїх батьків, які воліли б, щоб їхній син починав працювати.

## Кар'єра
Одним із викладачів Дізеля в Мюнхені був Карл фон Лінде. Дізель не зміг здати підсумкові екзамени свого класу в липні 1879 р., оскільки захворів на черевний тиф. Очікуючи наступної дати іспиту, він набув практичного інженерного досвіду на машинобудівному заводі братів Зульцерів у Вінтертурі, Швейцарія. У січні 1880 року Дізель закінчив університет із найвищою академічною відзнакою і повернувся до Парижа, де допомагав колишньому викладачеві із Мюнхена Карлу фон Лінде в проектуванні та будівництві сучасного холодильно-льодового заводу. Дізель став директором заводу через рік.
У 1883 році Дізель одружився з Мартою Флаше і продовжував працювати на Лінде, отримавши численні патенти як у Німеччині, так і у Франції.
На початку 1890 р. Дізель переїхав до Берліна зі своєю дружиною та дітьми Рудольфом-молодшим, Гедді та Ойгеном, щоб взяти на себе керівництво відділом корпоративних досліджень та розробок Лінде та приєднатися там до кількох інших корпоративних рад. Оскільки йому не дозволили використовувати для власних цілей ті патенти, які він отримав, бувши співробітником Linde's, він розширив свою діяльність поза сферу охолодження. Спочатку він працював з парою, і його дослідження теплової ефективності та економії палива призвели до побудови парової машини з використанням пари аміаку. Однак під час випробувань двигун вибухнув і мало не вбив його. Дослідження високого тиску на стиск циліндрів мали перевірити міцність головки циліндрів із заліза та сталі. Один із циліндрів вибухнув під час запуску. Рудольф провів багато місяців у лікарні, а потім мав проблеми зі здоров'ям та зором.
З часу відвідування лекцій Карла фон Лінде Дізель планував розробити двигун внутрішнього згоряння, який міг би наблизитись до максимальної теоретичної теплової ефективності циклу Карно, в якому найвища температура досягається стисканням повітря до 25 Мн/м² (250 кгс/см²). Над цією ідеєю він працював кілька років, а в 1892 році вважав свою теорію завершеною. Того ж року Diesel отримав німецький патент DRP 67207. У 1893 р. він опублікував трактат «Теорія та побудова раціонального теплового двигуна для заміни парового двигуна та двигунів внутрішнього згоряння, відомих сьогодні», над яким працював з початку 1892 р. Цей трактат став основою для його роботи над винаходом дизельного двигуна. До літа 1893 року Дізель зрозумів, що його початкова теорія була помилковою, і це змусило його подати чергову заявку на патент на виправлену теорію в 1893 році
Дізель розумів термодинаміку та теоретичні та практичні обмеження щодо паливної ефективності. Він знав, що до 90 % енергії палива в паровій машині витрачається даремно. Його робота в галузі конструкції двигунів була спрямована на мету набагато вищих коефіцієнтів корисної дії. У його двигуні паливо впорскувалося в кінці такту стиснення і запалювалось високою температурою, яка виникала в результаті стиснення.
З 1893 по 1897 рік Генріх фон Буц, директор MAN SE в Аугсбурзі, дав Рудольфу Дізелю можливість випробувати та розвинути свої ідеї. Перший успішний дизельний двигун запрацював у 1897 році і зараз демонструється в Німецькому технічному музеї в Мюнхені.
Двигун відрізнявся порівняно високим ККД, але працював на дорогому гасі та мав ряд конструкційних дефектів. Після деяких вдосконалень, внесених у 1898—1899 роках, двигун став надійно працювати на дешевому паливі (нафті). Його почали широко застосовувати у промисловості та на транспорті.
Рудольф Дізель отримав патенти на свій двигун у Німеччині та інших країнах, включаючи США.
Його було внесено до Автомобільної зали слави в 1978 році.

## Зникнення та смерть

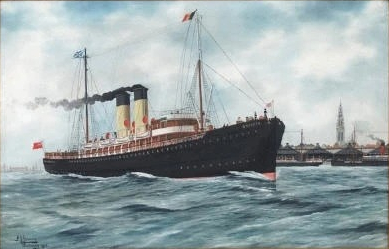
«Дрезден» в гавані Антверпена, 1913 рік

Увечері 29 вересня 1913 р. Дізель сів на пароплав «Дрезден» в Антверпені, прямуючи на засідання консолідованої компанії з виробництва дизельного палива в Лондоні. Він повечеряв на борту корабля, а потім пішов до своєї каюти близько 22:00, залишивши повідомлення про те, що його слід буде викликати наступного ранку о 6:15; але його більше ніколи не бачили живим. Вранці його каюта була порожня, а ліжко не розкладеним, хоча нічна сорочка була акуратно розкладена, а годинник лежав на видимому із ліжка місці. Капелюх і акуратно складене пальто були виявлені під поручнями.
Через десять днів екіпаж голландського човна «Coertzen» натрапив на труп чоловіка, який плавав у Північному морі поблизу Норвегії. Тіло було в такому стані розкладання, що його було неможливо пізнати, тому вони не взяли його на борт. Натомість екіпаж зібрав особисті речі (футляр для таблеток, гаманець, посвідчення особи, кишеньковий ніж, футляр для окулярів) з одягу загиблого та повернув тіло в море. 13 жовтня ці предмети були ідентифіковані сином Рудольфа Ойгеном Дізелем як такі, що належали його батькові. 14 жовтня 1913 року повідомляли, що тіло Дізеля було знайдено в гирлі річки Шельда, але його були змушені викинути за борт через несприятливу погоду.
Існують різні теорії, що пояснюють смерть Дізеля. Деякі люди, такі як його біограф Ґроссер і Ганс Л. Сіттауер (обоє в 1978 р.), вважають, що Рудольф Дізель покінчив життя самогубством. На думку інших, його вбили, враховуючи його відмову надати німецьким силам виключні права на використання винаходу; справді, Дізель вийшов на борт «Дрездена» з наміром зустрітися з представниками британського Королівського флоту, щоб обговорити можливість живлення британських підводних човнів дизельним двигуном, після цього він ніколи не виходив на берег. Однак кількість доказів недостатня для пояснень, а обставини зникнення та смерті залишаються нерозгаданими.
Незабаром після зникнення Дізеля його дружина Марта відкрила сумку, яку їй передав чоловік безпосередньо перед його злощасним плаванням, із вказівками, що її не слід відкрити до наступного тижня. Вона виявила 200 000 німецьких марок готівкою (на сьогодні 1,2 млн доларів США) та низку фінансових звітів, які свідчили про те, що їхні банківські рахунки були фактично порожніми. У щоденнику, який Дізель взяв із собою на корабель, на 29 вересня 1913 року був намальований хрест, який, можливо, вказував на смерть.

## Спадщина

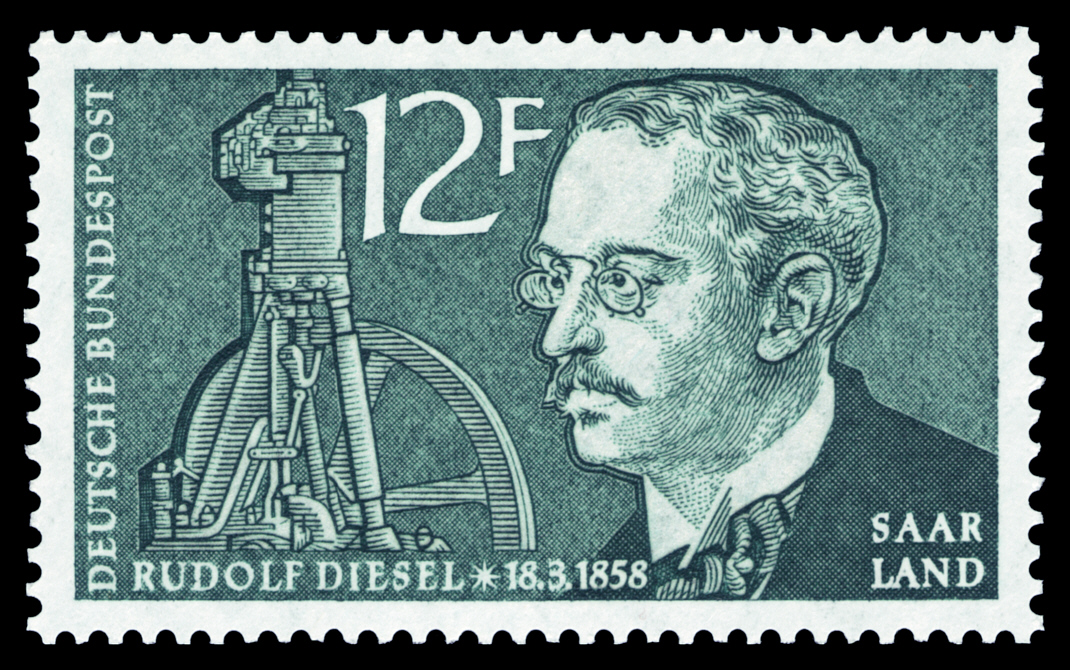
Рудольф Дізель на німецькій поштовій марці 1958 року

Після смерті Дізеля його двигун зазнав значного розвитку і став дуже важливою заміною паровим поршневим двигунам у багатьох застосуваннях. Оскільки дизельний двигун потребував більш важкої та міцної конструкції, ніж бензиновий, він отримав обмежене використання в авіації. Однак дизельний двигун набув широкого поширення у багатьох інших галузях, таких як стаціонарні двигуни, сільськогосподарські машини та позашляхові машини, підводні човни, кораблі, а значно пізніше — локомотиви, вантажівки та в сучасних автомобілях.
Перевага дизельного двигуна полягає в тому, що він працює більш економно, ніж бензинові двигуни, завдяки набагато вищим коефіцієнтам стиснення та більшій тривалості згоряння, а це означає, що температура підвищується повільніше, даючи змогу більше тепла перетворити на механічну роботу.
Дізель був зацікавлений у використанні як палива вугільного пилу або рослинної олії, і його двигун дійсно працював на арахісовій олії. Незважаючи на те, що ці види палива не були популярними відразу, протягом 2008 року зростання цін на паливо, разом із занепокоєнням щодо запасів нафти, призвели до більш широкого використання рослинної олії та біодизеля.
Основним паливом, яке використовують у дизельних двигунах, є однойменне дизельне паливо, що отримується в результаті переробки сирої нафти. Дизпаливо безпечніше зберігати, ніж бензин, оскільки його температура спалаху є приблизно на 79,4 °C вищою, і воно не вибухонебезпечне.
На честь винахідника названо астероїд 10093 Дізель.

### Використання рослинних олій як дизпалива
У книзі під назвою « Дизельні двигуни для наземних та морських робіт» Дізель писав, що «у 1900 році компанія Otto експонувала невеликий дизельний двигун, який за пропозицією французького уряду працював на арахідовій [арахісовій] олії, і він функціонував настільки добре, що мало хто знав про це. Двигун був побудований для звичайних жирів та олій і без будь-яких модифікацій працював на рослинних оліях. Нещодавно я повторив ці досліди в великому масштабі з повним успіхом і повним підтвердженням раніше отриманих результатів».